# Erioptera (Erioptera) seminole
Erioptera (Erioptera) seminole is een tweevleugelige uit de familie steltmuggen (Limoniidae). De soort komt voor in het Nearctisch gebied.